# Mý Arae
Mý Arae (μ Ara, μ Arae) je žlutooranžová hvězda hlavní posloupnosti v severovýchodní části souhvězdí Oltáře o zdánlivé hvězdné velikosti +5,15 mag, ve vzdálenosti 50,9 světelných let od Země. Hvězda je viditelná pouhým okem. Poprvé se objevila v katalogu Johanna Bayera s názvem Uranometria v roce 1603. Hvězda má oficiální vlastní jméno Cervantes, které ji v roce 2016 přidělila Mezinárodní astronomické unie v rámci projektu NameExoWorlds.
Hvězda má spektrální třídu G a třídu svítivosti IV-V. Její průměr je 1,32krát větší než u Slunce, její hmotnost 1,08× větší než hmotnost Slunce. Z rozdílu mezi svítivostí hvězdy a svítivostí Slunce lze usuzovat, že hvězda je vývojově starší než Slunce a její počátky sahají do doby před více než 4,6 miliardami lety. Hvězda má velkou metalicitu.
U hvězdy byly dosud objeveny čtyři planety, z nichž jedna z nich by mohla být první objevená terestrická planeta u hvězdy hlavní posloupnosti.

## Fyzikální vlastnosti
Výzkum hvězdy prokázal, že je přibližně o 10 % hmotnější než Slunce a je výrazně starší, přibližně 6,34 miliardy let. Poloměr hvězdy je o 36 % větší než u Slunce a má o 90 procent větší svítivost. Hvězda má větší poměr železa k vodíku než Slunce, a má tudíž velkou metalicitu. Mý Arae má také více helia než Slunce.
Mý Arae má spektrální třídu G3IV-V. „G3“ znamená, že hvězda je podobná našemu Slunci (hvězda G2V). Hvězda pravděpodobně vstupuje do fáze svého vývoje, kdy se stává podobrem. Třída svítivosti je nejistá, udává se mezi IV (podobrem) a V (hvězdou hlavní posloupnosti).

## Planetární systém
V listopadu 2010 byly známy čtyři planety v systému hvězdy Mý Arae. Tři z nich mají velké hmotnosti a jsou pravděpodobně plynnými obry. Nejvnitřnější planeta má přibližně hmotnost Uranu a mohla by být kamennou či malou plynnou planetou.

### Historie objevu

Planetární systém Mý Arae v porovnání se Sluneční soustavou. Velikost centrální hvězdy neodpovídá poměrné velikosti

V roce 2001 byl oznámen objev první planety – Mý Arae b – týmem amerických a australských vědců. Planeta se pohybuje po silně excentrické dráze a doba oběhu hvězdy je 743 dní. Objevena byla měřením radiální rychlosti hvězdy, Dopplerova posunu v emisním spektru hvězdy.
Další pozorování vedla k objevu další planety (Mý Arae c), která byla představena veřejnosti v roce 2004. Bylo oznámeno, že se jedná o planetu s excentrickou dráhou, která oběhne hvězdu jednou za 8,2 roku.
V témže roce následoval objev malé vnitřní planety Mý Arae d o hmotnosti Uranu s devítidenní oběžnou dobou kolem hvězdy. Byla prvním příkladem exoplanet zvaných horký Neptun, ale také do té doby nejmenší objevená planeta u hvězdy hlavní posloupnosti. Její povrchová teplota je přibližně 900 Kelvinů. Objev mohl být učiněn díky velice přesným měřením radiální rychlosti hvězdy Mý Arae spektrografem High Accuracy Radial Velocity Planet Searcher (HARPS) v La Silla Evropské jižní observatoře v Chile.
V roce 2006 přišli nezávisle na sobě dva týmy vědců vedené Krzysztofem Gozdziewskim a Francescem Pepem k závěru, že musí existovat ještě čtvrtá planeta, která obíhá kolem mateřské planety po kruhové dráze jednou za 311 dní. Model soustavy Mý Arae se čtyřmi planetami změnil parametry oběžných drah dříve objevených planet, jejichž oběžné dráhy jsou mnohem méně excentrické. S objevem byla Mý Arae e druhým objeveným planetárním systémem se čtyřmi planetami. Dalším systémem byla 55 Cancri, kde mezitím byla objevena pátá planeta.

### Složení planetárního systému
Systém Mý Arae sestává z vnitřní planety o velikosti Uranu s oběžnou dobou devíti dní a ze tří hmotnějších hvězd, pravděpodobně plynných obrů, na vzdálenějších přibližně kruhových oběžných dráhách. Kruhové dráhy planet systému Mý Arae jsou v kontrastu s obvyklými pozorovanými excentrickými oběžnými dlouhoperiodickými drahami exoplanet. Vnitřní planeta pravděpodobně ztratila vlivem slunečního větru plynnou obálku a zůstalo pouze kamenné jádro planety. Jiné teorie ovšem tvrdí, že planeta vznikla ve vnitřní části systému Mý Arae jako planeta pozemského typu, že je tudíž superzemí.
Vnitřní plynné planety e a b obíhají v rezonanci 1:2 a silně se navzájem ovlivňují. Toto nemůže trvat delší dobu, simulace ukazují, že systém po 78 miliónech letech ztrácí stabilitu. Planetární systém Mý Arae je ale mnohem starší, tento poměr oběžných drah nemůže existovat od počátku existence planetárního systému. Na vysvětlení čeká ještě mnoho věcí.
Hledání protoplanetárního disku nepřineslo žádné výsledky. Jestliže Mý Arae má zbytky protoplanetárního disku, který by byl srovnatelný s Kuiperovým pásem Sluneční soustavy, je příliš rozptýlený, aby jej bylo v dnešní době možné objevit pozemskými teleskopy.
Systém Mý Ara

## Možnost života
Z planet Mý Arae má oběžnou dráhu v obyvatelné zóně hvězdy plynný obr b, kde se voda vyskytuje v tekuté formě. Silná gravitace plynného obra neumožní vznik terestrické planety, ale je možné, že se na měsících Mý Arae b vyskytuje životu příznivé klima. Je ovšem otázka, zda hmotnost měsíce je dostatečně velká, aby byla schopna udržet atmosféru, což je taktéž podmínka pro existenci tekuté vody. K tomu je nutné připočíst, že od Mý Arae b přijímané množství ultrafialového záření je příliš malé, aby podpořilo vznik biomolekul. Planeta e přijímá stejné množství ultrafialového záření jako Země, nicméně je příliš horká, aby měla měsíce, na kterých by se vyskytovala tekutá voda.